# 1458.
◄ | 14. stoljeće | 15. stoljeće | 16. stoljeće | ►
◄ | 1420-ih | 1430-ih | 1440-ih | 1450-ih | 1460-ih | 1470-ih | 1480-ih | ►
◄◄ | ◄ | 1455. | 1456. | 1457. | 1458. | 1459. | 1460. | 1461. | ► | ►►
Arhitektura • Astronomija • Glazba • Knjige • Književnost • Kršćanstvo • Medicina • Pravo • Promet • Slikarstvo • Znanost

## Događaji
- Leon Battista Alberti počinje radove na fasadi crkve Santa Maria Novella u Firenzi, te radi na Kapeli Svetog Groba u Pancraziu.
- Počinje gradnja Palazzo Pitti u Firenzi.
- Gradi se Vatikanska palača (Cancelleria Vecchia).

## Vanjske poveznice
|  | Zajednički poslužitelj ima još gradiva o temi 1458. |